# 埃德·阿布洛维奇
埃德·阿布洛维奇（英語：Ed Ablowich，1913年4月29日—1998年4月6日），美国男子田径运动员，主攻短跑。他曾代表美国参加1932年夏季奥林匹克运动会田径比赛，获得男子4×400米接力金牌。